# San Pedro Pedernal
San Pedro Pedernal es una localidad del estado mexicano de Chiapas. Es parte del municipio de Huixtán.

## Toponimia
El nombre «San Pedro» hace referencia al santo patrono de la localidad: Simón Pedro.

## Demografía
| Gráfica de evolución demográfica |
|                                  |

| Censo | Población |
| ----- | --------- |
| 1900  | 178       |
| 1910  | 155       |
| 1921  | 105       |
| 1930  | 111       |
| 1940  | 183       |
| 1950  | 341       |
| 1960  | 385       |
| 1970  | 646       |
| 1980  | 801       |
| 1990  | 965       |
| 2000  | 698       |
| 2010  | 942       |
| 2020  | 1 130     |